# Operación Southern Watch
La Operación Southern Watch (Vigilancia del Sur), fue una operación militar aérea llevada a cabo en Irak, por el Departamento de Defensa de los Estados Unidos, desde 1992 hasta 2003.
La Fuerza de Tarea Conjunta del Sudoeste de Asia del Comando Central de los Estados Unidos tuvo la misión de monitorear y controlar el espacio aéreo al sur del Paralelo 32 (ampliado al Paralelo 33 en 1996) en el sur y centro-sur de Irak, durante el período que siguió al final de la Guerra del Golfo Pérsico de 1991, hasta la invasión de Irak en 2003.

## Resumen
La Operación Southern Watch comenzó el 27 de agosto de 1992 con el propósito declarado de garantizar el cumplimiento iraquí de la Resolución 688 del Consejo de Seguridad de las Naciones Unidas (RCSNU 688) del 5 de abril de 1991, que exigía que Irak "ponga fin inmediatamente esta represión y exprese la esperanza en el mismo contexto que se llevará a cabo un diálogo abierto para garantizar que se respeten los derechos humanos y políticos de todos los ciudadanos iraquíes". Ninguna parte de la resolución detalla las zonas de exclusión aérea iraquíes, ni tampoco hace mención a la Operación Southern Watch.
Tras el fin de la Guerra del Golfo en marzo de 1991, la Fuerza Aérea Iraquí bombardeó y ametralló con sus aeronaves a los musulmanes chiítas en el sur de Irak, durante el resto de 1991 y principios de 1992. Estados Unidos y el Reino Unido consideraron que el presidente iraquí, Saddam Huseín, había decidido no cumplir con la resolución.
En la Operación Southern Watch también participaron fuerzas militares de Arabia Saudita, el Reino Unido y Francia, bajo el mando de un Mayor General de la Fuerza Aérea de los Estados Unidos (USAF) con calificación aeronáutica, asistido por un Contralmirante de la Armada de los Estados Unidos, también de calificación aeronáutica, los cuales reportaban y se encontraban subordinado directamente al Comandante del Comando Central de los Estados Unidos (USCENTCOM).
Los enfrentamientos militares en Southern Watch ocurrieron con regularidad. Fuerzas de defensa aérea iraquíes disparaban rutinariamente aviones de la Coalición, utilizando misiles tierra-aire (SAM) y artillería antiaérea (AAA), aunque tales incidentes generalmente solo se reportaban en la prensa occidental.
Se observó una intensificación antes de la invasión de Irak en 2003, aunque en ese momento se dijo que era simplemente una respuesta a la creciente actividad de las fuerzas de defensa aérea iraquíes. En la actualidad se sabe, sin embargo, que aquel aumento de actividad se produjo durante una operación conocida como Operación Southern Focus.

## Operaciones Militares
Al principio, las fuerzas iraquíes no atacaron aviones de la Coalición. Sin embargo, después de que las Naciones Unidas votaron a favor de mantener las sanciones contra Irak, las fuerzas iraquíes comenzaron a disparar contra aeronaves de la Coalición, y aviones de alerta temprana y control aerotransportado Boeing E-3 Sentry de la Fuerza Aérea de los Estados Unidos informaron sobre una cantidad inusual de actividad en la Fuerza Aérea iraquí.
El 27 de diciembre de 1992, un solitario Mikoyan-Gurevich MiG-25 Foxbat iraquí cruzó una zona de exclusión aérea que había sido establecida, y voló hacia una sección (dos aeronaves) de aviones F-15C Eagles de la USAF, antes de girar hacia el norte y utilizar su velocidad superior para dejar atrás a los F-15 que lo perseguían. Más tarde, ese mismo día, varios cazas iraquíes entraron y salieron en el paralelo 32 de un lado a otro, manteniéndose fuera del alcance de los misiles de los cazas estadounidenses. Sin embargo, un MiG-25 iraquí cruzó y se adentró demasiado lejos, quedando atrapado dentro del paralelo 32 con una sección de F-16C Fighting Falcons del 33.º Escuadrón de Cazas de la USAF. Después de que los servicios de inteligencia verificaron que el contacto era hostil, uno de los pilotos  recibió autorización para disparar. El avión líder, pilotado por el entonces Teniente Coronel, y más tarde, General, Gary North de la USAF, disparó un misil AIM-120 AMRAAM, que derribó al caza iraquí. Esta fue la primera victoria en combate de un F-16 al servicio de la USAF, y la primera victoria en combate utilizando un misil AMRAAM. En otra ocasión, el 17 de enero de 1993, un F-16C de la USAF derribó un MiG-23 Flogger iraquí, con un misil AMRAAM, siendo esta la segunda victoria aérea de la USAF.
El 7 de enero de 1993, Irak aceptó las demandas estadounidenses, británicas y francesas de retirar sus misiles tierra-aire por debajo del paralelo 32. Sin embargo, no los eliminaron por completo, y el presidente de los Estados Unidos, George H. W. Bush, ordenó que las aeronaves estadounidenses bombardearan los emplazamientos de misiles restantes. El 13 de enero, más de 100 aviones estadounidenses, británicos y franceses atacaron emplazamientos de misiles iraquíes, cerca de Nasiriyah, Samawah, Najaf y Al-Amarah. Alrededor de la mitad de los emplazamientos iraquíes al sur del paralelo 32 fueron impactados. El 29 de junio, un F-4G Phantom II de la USAF destruyó un radar iraquí que lo había iluminado, y un mes después, dos Grumman EA-6B Prowlers de la Armada de los Estados Unidos dispararon misiles AGM-88 HARM contra más radares iraquíes. 

### Operaciones "Vigilant Warrior" y "Desert Strike"
Los primeros nueve meses de 1994 fueron tranquilos, y la USAF comenzó a retirar sus fuerzas de la región. En octubre, sin embargo, Saddam Huseín desplegó dos divisiones de tropas de la Guardia Republicana iraquí en la frontera con Kuwait, después de exigir que se levantaran las sanciones de la ONU. Ello precipitó la Operación Vigilant Warrior (Guerrero Vigilante), que consistió en el envío de tropas estadounidenses a la región del Golfo Pérsico. Posteriormente, Saddam retiró a la Guardia Republicana Iraquí de la frontera con Kuwait, debido al enorme fortalecimiento militar estadounidense. Esto sirvió para aumentar la determinación de la Coalición de hacer cumplir las zonas de exclusión aérea, y contener la agresión iraquí.
El 25 de junio de 1996, terroristas bombardearon la base estadounidense de las Torres Khobar, en Dhahran, Arabia Saudita, donde se albergaba al personal de la Base Aérea Rey Abdulaziz y que apoyaba la Operación Southern Watch. El ataque mató a 2 oficiales de la Fuerza Aérea de los Estados Unidos, 17 integrantes del personal subalterno de la USAF, e hirió a 372 personas más. Este evento llevó a un realineamiento de las fuerzas estadounidenses en Arabia Saudita desde las Torres Khobar hasta la Base Aérea Prince Sultan y Eskan Village, con ambas instalaciones ubicadas lejos de los centros de población.
En agosto de 1996, las fuerzas iraquíes invadieron las regiones kurdas del norte de Irak, ante lo cual las fuerzas estadounidenses respondieron con la Operación Desert Strike (Ataque al Desierto), contra objetivos en el sur de Irak. Como resultado, la zona de exclusión aérea se amplió hacia el norte hasta el paralelo 33. Esto marcó un nuevo conflicto con las defensas aéreas iraquíes y varios radares más fueron destruidos, esta vez por cazas F-16.

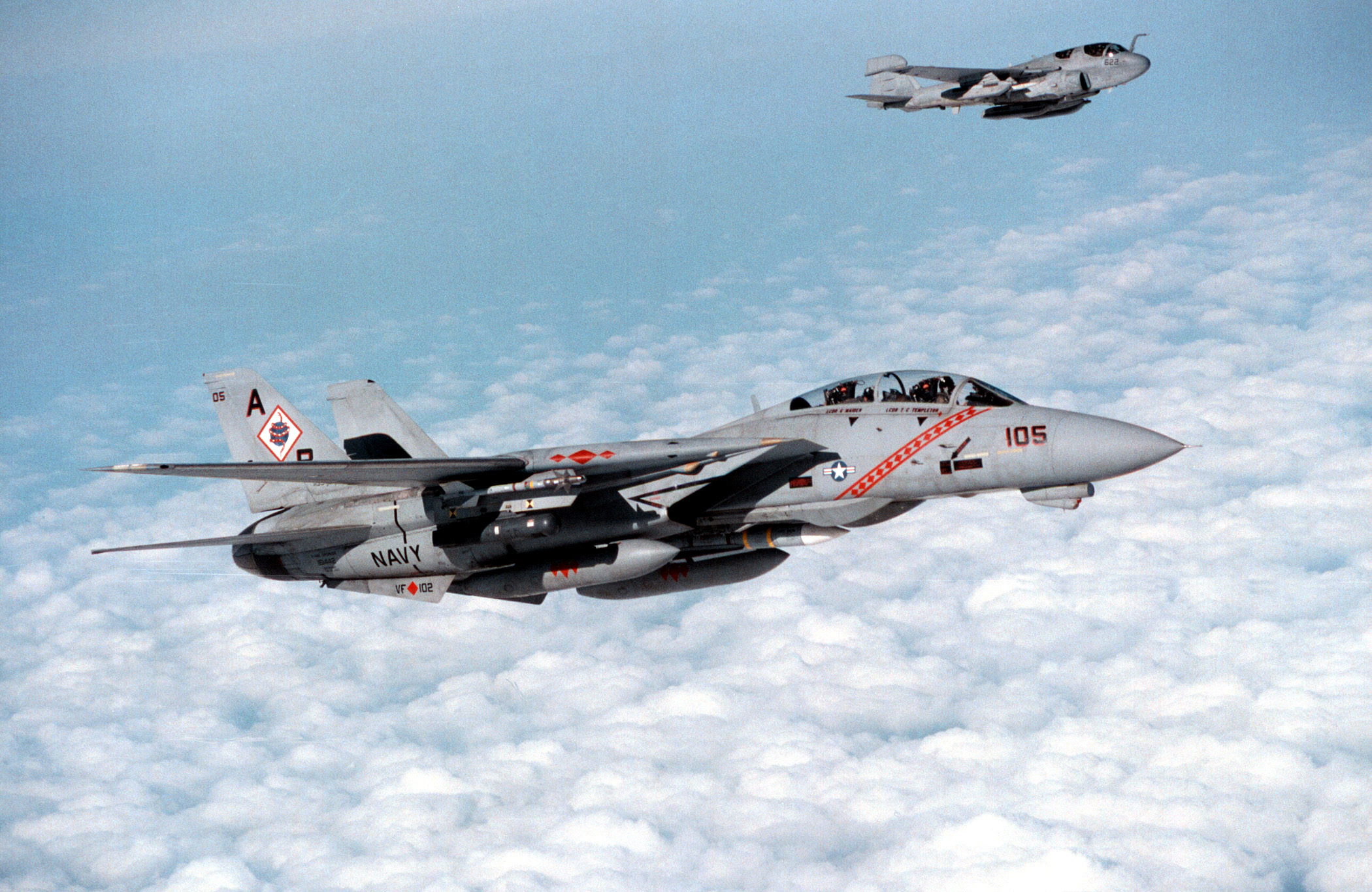
Un Grumman F-14B Tomcat y un Grumman EA-6B Prowler sobre Irak, en enero de 1998.

### Operación Desert Fox
El 15 de diciembre de 1998, Francia suspendió su participación en las zonas de exclusión aérea, argumentando que se habían mantenido durante demasiado tiempo y que eran ineficaces. El 16 de diciembre, el presidente estadounidense Bill Clinton ordenó la ejecución de la Operación Desert Fox (Zorro del Desierto), que consistió en una campaña aérea de cuatro días contra objetivos en todo Irak, y sustentada en el incumplimiento, por parte de Irak, de las Resoluciones del Consejo de Seguridad de las Naciones Unidas. La misma resultó en un mayor nivel de combate en las zonas de exclusión aérea, y que duró hasta 2003.

### Últimos años
El 30 de diciembre de 1998, los emplazamientos iraquíes de misiles SA-6 dispararon entre 6 y 8 misiles tierra-aire, contra aviones militares estadounidenses, ante lo cual cazas F-16 de la USAF respondieron bombardeando los sitios.
Luego, el 5 de enero de 1999, cuatro MiG-25 iraquíes cruzaron hacia la zona de exclusión aérea del sur, provocando un combate aéreo que involucró a dos F-15 Eagle de la USAF y dos F-14 Tomcat de la Armada de los Estados Unidos. Los cazas estadounidenses dispararon un total de seis misiles contra el avión iraquí, aunque el mismo pudo evadirlos, y escapar de regreso hacia el norte.
El 22 de mayo de 2000, se informó que desde la ejecución de la Operación Zorro del Desierto, en diciembre de 1998, se habían producido 470 incidentes separados de disparos por parte de las defensas antiaéreas o de lanzamientos de misiles antiaéreos iraquíes contra aviones de la Coalición. Al mismo tiempo, aviones iraquíes habían violado las zonas de exclusión aéreas del sur unas 150 veces. Durante aquel mismo período de tiempo, aeronaves estadounidenses atacaron objetivos iraquíes en un total de 73 ocasiones. 
El 16 de febrero de 2001, aviones estadounidenses y británicos lanzaron ataques contra seis objetivos en el sur de Irak, incluidos centros de mando, radares y centros de comunicaciones. Sólo se alcanzaron alrededor del 40% de los objetivos. Esta operación provocó reacciones mordaces en la prensa extranjera, que reflejaban el creciente escepticismo mundial sobre la política estadounidense-británica hacia Irak. Semanalmente, comenzaron a producirse incidentes en los que aviones de la Coalición eran atacados, seguidos de ataques aéreos de represalia.
A finales de 2001, un hombre sudanés, con vínculos con Al Qaeda, logró disparar un misil portátil SA-7 Strela contra un caza F-15C Eagle de la USAF que se encontraba despegando desde la Base Aérea de Prince Sultan, en Arabia Saudita. El misil no alcanzó su objetivo, pero tampoco fue detectado por el piloto, ni por nadie en tierra. La policía saudita encontró el lanzador vacío en el desierto en mayo de 2002, y el sospechoso fue arrestado en Sudán, un mes después. El hombre luego condujo a la policía a un escondite, en el desierto, donde se encontraba enterrado un segundo misil.
En junio de 2002, las fuerzas estadounidenses y británicas intensificaron sus ataques contra objetivos de la defensa aérea iraquí en todo el sur de Irak. Más tarde, se reveló que esto era parte de una operación planificada previamente llamada Southern Focus, y que tuvo como objetivo degradar los sistemas de defensa aérea iraquíes, en preparación para la invasión de Irak.
Desde agosto de 1992 hasta principios de 2001, los pilotos de la Coalición habían realizado 153.000 incursiones sobre el sur de Irak. 
De 1992 a 2003, varios activos navales de la Coalición también apoyaron operaciones de interdicción marítima en el Golfo Pérsico, bajo los objetivos de la Operación Southern Watch y la Operación Northern Watch.

## Bases aéreas y retiro
Hasta finales de febrero de 2003, todos los aviones de la USAF, USN, USMC, RAF y la Fuerza Aérea Francesa se encontraban asentados en bases rotatorias, y considerados activos defensivos allí y para Arabia Saudita. No llevaban armamento ofensivo aire-tierra, sino que sólo misiles aire-aire, munición de cañones de 20mm y misiles AGM-88 HARM, aunque estos últimos solo fueron utilizados por los F-16CJ de la USAF y los EA-6B del USN y el USMC, como defensa contra los misiles tierra-aire iraquíes.
Como resultado, los aviones de ataque al suelo se limitaron a los A-10 Thunderbolt II, F-15E Strike Eagle y F-16C de la USAF, Tornado GR4 de la RAF, y ocasionalmente, a los aviones F/A-18 Hornet o AV-8B Harrier del Cuerpo de Marines de los Estados Unidos, en la Base Aérea Ali Al Salem, y la Base Aérea Ahmad al-Jaber en Kuwait. También se encontraban aviones de la Armada de los Estados Unidos y el Cuerpo de Marines de los Estados Unidos, como F-14, F/A-18 y EA-6B, a bordo de portaaviones, y aviones AV-8B a bordo de buques de asalto anfibio estadounidenses, que operaron en el Golfo Pérsico.
Además de los aviones de alerta temprana Grumman E-2 Hawkeye de la Armada de los Estados Unidos y que eran lanzados desde portaaviones y los aviones de alerta temprana y control aerotransportado Boeing E-3 Sentry o los Northrop Grumman E-8 J-STARS de la USAF, también se encontraban aviones de reabastecimiento en vuelo Boeing KC-135 Stratotanker, con base en Arabia Saudita, y también McDonnell Dougas KC- 10 Extender, también de reabastecimiento en vuelo, que tenían su base en la Base Aérea de Al-Dhafra, en los Emiratos Árabes Unidos. Por otro lado, los aviones de reabastecimiento en vuelo de la RAF Vickers VC10K3, tenían su base en la Unidad de Apoyo a la Aviación (ASU) de la Armada de los Estados Unidos, en el Aeropuerto Internacional de Bahréin, para apoyar a los respectivos aviones de ataque al suelo británicos.
El 27 de febrero de 2003, se anunció que a Estados Unidos se le permitiría lanzar aviones de combate con municiones ofensivas desde sus bases dentro de Arabia Saudita, para apoyar la Guerra de Irak y, a su vez, comenzaría una retirada gradual del país.
El 29 de abril de 2003, el Secretario de Defensa de los Estados Unidos , Donald Rumsfeld, anunció que retiraría las tropas estadounidenses de Arabia Saudita, afirmando que la guerra de Irak ya no requería instalaciones de apoyo dentro del Reino de Arabia Saudita. El Subsecretario de Defensa de los Estados Unidos, Paul Wolfowitz, por su parte, había dicho anteriormente que la continua presencia estadounidense en el Reino también estaba poniendo en peligro vidas estadounidenses.
Todos los aviones y unidades no pertenecientes a la Real Fuerza Aérea SaudÍ en la Base Aérea Príncipe Sultán se trasladaron a otras bases de la región, principalmente a la Base Aérea Al Udeid en Qatar, y a la Base Aérea Al-Dhafra, en los Emiratos Árabes Unidos.